# 佐賀県道343号有田ポーセリンパーク線
佐賀県道343号有田ポーセリンパーク線（さがけんどう343ごう ありたポーセリンパークせん）は、佐賀県西松浦郡有田町を通る一般県道である。

## 概要
西松浦郡有田町戸矢乙から西松浦郡有田町中樽3丁目に至る。
文字通り、有田ポーセリンパークへのアクセス道路とはなっているものの、ほとんどの区間が1.5車線程度の狭隘道路である上に遠回りのルートとなるため、通常はこの道路を利用して、有田ポーセリンパークに向かう車はほとんどなく、長崎県道・佐賀県道4号川棚有田線から向かうのが一般的である。

### 路線データ
- 起点：佐賀県西松浦郡有田町戸矢乙（有田ポーセリンパーク前）
- 終点：佐賀県西松浦郡有田町中樽3丁目（中樽交差点、国道35号交点）
- 総延長：4.9 km

## 地理

### 通過する自治体
- 西松浦郡有田町

### 交差する道路
| 交差する道路 | 交差する場所 | 交差する場所      |
| ------------ | ------------ | ----------------- |
| 国道35号     | 中樽3丁目    | 中樽交差点 / 終点 |

### 沿線
- 有田ポーセリンパーク
- 古木場ダム